# THE VOICE (ラジオ番組)
『THE VOICE 〜ピープル・ズームアップ〜』（ザ・ボイス ピープル・ズームアップ）は、JFN系列の一部FM局で放送されているラジオ番組。放送基準日時は月曜～金曜の13:55〜14:00（一部地域で日時が異なる）。

## 概要
この番組では、時代の注目を集めている“時の人”の話には、小さな断片の中にも思わず耳をそばだたせる面白さがある。TOKYOという情報最前線でとらえた“時の人”の話を、その人の生の声でいきいき伝えるトーク・ドキュメンタリー。

## ネット局
- FM青森
- FM山形
- FMぐんま（12:55〜）
- FM福井
- HELLO FIVE（月曜〜木曜 8:20〜8:25）
- FM三重
- FM山陰（7:35〜）
- FM岡山
- FM香川
- FM佐賀
- FM熊本（16:45〜）
- FM宮崎